# الديانة اليزيدية
الديانة اليزيدية أو الديانة الإيزيدية (بالكردية: ئێزدیتی‌‌, Êzidîtî)، أو، وفقا للشعب، شرف الدين (بالكردية: شه‌رفه‌دین, Şerfedîn) وهي ديانة عرقية توحيدية من الديانات الإيرانية الغربية، لغة الإيزيديون هي الكرمانجية ويأمن متبعي الديانة اليزيدية بوحدانية الله الواحد الأحد خالق كل شيء وكذلك يقدس أتباع الديانة اليزيدية الملائكة، وبحسب معتقداتهم فزعيم الملائكة هو الملك الطاووس والذي يعد أحد الرموز الرئيسية في الديانة اليزيدية، وتنتشر الديانة اليزيدية بشكل مباشر في العراق وسوريا كما ولديهم أنتشار بأعداد أصغر لكن بنسب أكبر في أرمينيا وجورجيا كما وتوجد عدد لا بأس به من اليزيديون في إيران وروسيا وينتشرون بأعداد قليلة في بعض الدول الآخرى مثل تركيا والولايات المتحدة والسويد.